# Espignolle
Espignolle è il nome con il quale molti collezionisti d'armi da fuoco chiamano ogni grosso fucile ad avancarica (talvolta privo del consueto meccanismo di sparo) atto ad essere caricato con cariche sovrapposte per poter sparare a raffica.

## Caratteristiche e caricamento
L'arma era in sostanza una canna applicata su di un supporto da appoggiare sul terreno o su di un ripiano in modo da poterne gestire il rinculo. Il sistema, infatti, permetteva lo sparo a raffica ma questa, una volta iniziata, non poteva essere interrotta. Il caricamento avveniva nel modo seguente: si inseriva una prima carica di polvere, la borra ed il proiettile; ogni borra ed ogni proiettile erano forati al centro ed il foro era riempito di polvere nera. Si inseriva poi una seconda carica, un'altra borra ed un altro proiettile sopra ai precedenti e così via fino a riempire tutta la canna. Una volta posizionata l'arma, si accendeva (con una miccia o un acciarino) l'ultima carica ovvero quella nella volata della canna e si otteneva lo sparo a raffica di tutte quelle retrostanti detto sventagliata di mitraglia. Il sistema era semplice: Il primo sparo accendeva la polvere contenuta nei fori della borra e della pallottola retrostanti e della relativa carica di lancio, e così via fino all'ultima (la prima ad essere stata caricata). Le cariche potevano arrivare ad una quarantina.

## Storia
Fino dai tempi delle prime armi da fuoco si sentì l'esigenza di poter disporre di più colpi senza dover ricaricare l'arma e molti furono i sistemi inventati per supplire a tale bisogno. Il più semplice consistette nell'impiego di due o più canne. Il sistema in questione fu inventato (o almeno descritto) da Giovanni Battista Della Porta (1535 - 1615) che lo menziona nella sua opera Magiae naturalis sive de miraculis rerum naturalium. Fu brevettato però solo molti anni dopo dall'americano Joseph Chambers nel 1812. L'unico esercito che adottò l'espignolle fu quello danese: il modello fu quello brevettato dal capitano A. Schumacher intorno al 1816 e fu mantenuto in dotazione fino al 1870. Quest'arma era però perfezionata rispetto ai precedenti modelli essendo a più canne e caricabile con serbatoi tubolari precaricati con 16 o 32 colpi.